# Juvencos
Juvencos (llamada oficialmente Santa María de Xuvencos) es una parroquia española del municipio de Boborás, en la provincia de Orense, Galicia.

## Toponimia
La parroquia también es conocida por el nombre de Santa María de Juvencos.

## Organización territorial
La parroquia está formada por once entidades de población, constando nueve de ellas en el nomenclátor del Instituto Nacional de Estadística español:

### Entidades de población
Entidades de población que forman parte de la parroquia:
- A Lama
- Almuzara (A Almuzara)
- As Quintas (As Quintás)
- Bergazos
- Boborás
- Franza
- Penedo (O Penedo de Xuvencos)
- Rodas
- Sande
- Xesteira

### Despoblado
Despoblado que forma parte de la parroquia:
- Iglesario  (Igresario)(O Igrexario)

## Demografía
| Gráfica de evolución demográfica de Juvencos entre 2000 y 2022 |
|                                                                |
| Datos según el nomenclátor publicado por el INE.               |